# Phyllobioides
Phyllobioides är ett släkte av skalbaggar. Phyllobioides ingår i familjen vivlar.
Kladogram enligt Catalogue of Life:
| Phyllobioides | \| \| Phyllobioides crassicornis \| \| \| \| |
|               | \| \| Phyllobioides crassicornis \| \| \| \| |
|               | Phyllobioides crassicornis                   |
|               |                                              |